# Topo Tip
Topo Tip è una serie animata realizzata nel 2014 da Studio Bozzetto &Co in co-produzione con Rai Fiction, Giunti Editore, Studio Campedelli e la tedesca m4e.
La serie ruota intorno alle avventure di Topo Tip, già protagonista della collana di libri best seller ideata da Marco Campanella edita dal 2003 da Giunti Editore, tradotta in 32 lingue e venduta per un totale di oltre 9 milioni di copie, di cui più di 2 milioni soltanto in Italia.
La prima stagione, la cui regia è stata affidata ad Andrea Bozzetto, è composta da 52 episodi di 7 minuti ciascuno ed è stata tradotta e distribuita in oltre 60 paesi in tutto il mondo. Fu trasmessa dal 6 ottobre al 26 novembre 2014.
I 26 episodi della seconda stagione, diretta da Branko Rakic, sono andata in onda in Italia su Rai Yoyo dal 23 aprile al 18 maggio 2018.
I 26 episodi della terza stagione sono invece andati sempre su Rai YoYo dal 2 dicembre 2019.

## Personaggi principali
Tip
Doppiato da: Barbara Pitotti
Un cucciolo di topo, furbo e gentile, ha una sorellina di nome Tippy.
Tippy
Doppiata da: Gaia Bolognesi
È la sorella minore di Tip e adora giocare.
Mamma
Doppiata da: Maura Cenciarelli
È la mamma di Tip, lei sa quando suo figlio commette un errore, lei è dolce e gentile.
Papà
Doppiato da: Mimmo Strati
È il padre di Tip ed è simpatico.
Jody
Doppiato da: Gaia Bolognesi
È il migliore amico di Tip ed è competitivo come lui.
Ciuffi
Doppiato da: Alex Polidori
Un amico di Tip: è un castoro con gli occhiali e la maglietta tutti rossi ed è molto simpatico, buffo e un po' disperato.
Tessa e Ricciolino
Doppiati da: Perla Liberatori e Ilaria Giorgino
Sono due gemelli, amici di Tip che collaborano sempre tra di loro.
Coniglietta
Doppiata da: Francesca Rinaldi
Un'amica di Tip.
Margherita
Doppiata da: Deborah Ciccorelli
La maestra che è gentile verso Tip e i suoi compagni, è innamorata ricambiata del maestro della palestra.
Jumper
Doppiato da: Emanuele Ruzza
L'insegnante che aiuta Tip e i suoi amici negli allenamenti, è innamorato della maestra ricambiato.
Chiocciole
Doppiati da: Sergio Lucchetti (Chiocciolina 1, st. 1), Paolo De Santis (Chiocciolina 1, st. 2-3) e Vittorio Guerrieri (Chiocciolina 2, st. 1), Pietro Ubaldi (Chiocciolina 2, st. 2-3)
Appaiono sempre negli episodi. Parlano tra loro e cantano sull'argomento dell'episodio.

## Episodi
| Stagione         | Episodi | Prima TV Italia |
| ---------------- | ------- | --------------- |
| Prima stagione   | 52      | 6 ottobre 2014  |
| Seconda stagione | 26      | 23 aprile 2018  |
| Terza stagione   | 26      | 2 dicembre 2019 |

### Stagione 1-(52 episodi)
| Episodio | Titolo                                  | Data             |
| -------- | --------------------------------------- | ---------------- |
| 1        | Le regole sono importanti               | 6 ottobre 2014   |
| 2        | Volevo essere figlio unico              | 7 ottobre 2014   |
| 3        | Non voglio fare il bagno                | 8 ottobre 2014   |
| 4        | Vengo anch'io!                          | 9 ottobre 2014   |
| 5        | I maschi sono meglio delle femmine?     | 10 ottobre 2014  |
| 6        | I giochi sono miei!                     | 11 ottobre 2014  |
| 7        | Se non vinco non mi diverto             | 12 ottobre 2014  |
| 8        | Sveglia, c'è la neve!                   | 13 ottobre 2014  |
| 9        | Quante storie, Tip!                     | 14 ottobre 2014  |
| 10       | Non sei più mio amico!                  | 15 ottobre 2014  |
| 11       | Non voglio la babysitter                | 16 ottobre 2014  |
| 12       | Un bruco per Tip                        | 17 ottobre 2014  |
| 13       | Non nasconderti, Tip                    | 18 ottobre 2014  |
| 14       | Un pirata non ha paura di niente        | 19 ottobre 2014  |
| 15       | Voglio fare il vigile!                  | 20 ottobre 2014  |
| 16       | Sono brutto!                            | 21 ottobre 2014  |
| 17       | Che paura il buio!                      | 22 ottobre 2014  |
| 18       | Le cose degli altri vanno trattate bene | 23 ottobre 2014  |
| 19       | Le verdure non le mangio!               | 24 ottobre 2014  |
| 20       | Il temporale mi fa paura!               | 25 ottobre 2014  |
| 21       | Nel laboratorio di papà                 | 26 ottobre 2014  |
| 22       | Alla ricerca di Teddy                   | 27 ottobre 2014  |
| 23       | Dal dottore non ci vado!                | 28 ottobre 2014  |
| 24       | La festa in maschera                    | 29 ottobre 2014  |
| 25       | L'ospite di Tip                         | 30 ottobre 2014  |
| 26       | Voglio suonare!                         | 31 ottobre 2014  |
| 27       | Ancora 5 minuti                         | 1º novembre 2014 |
| 28       | Andare al lavoro è una cosa bruttissima | 2 novembre 2014  |
| 29       | Voglio stare con la mamma               | 3 novembre 2014  |
| 30       | Che noia la buona educazione!           | 4 novembre 2014  |
| 31       | Bisogna pensare prima di parlare        | 5 novembre 2014  |
| 32       | Sarò arrabbiato per sempre!             | 6 novembre 2014  |
| 33       | Ti aiuto io, mamma                      | 7 novembre 2014  |
| 34       | Chi lo trova se lo tiene                | 8 novembre 2014  |
| 35       | Ci sono scherzi e scherzi               | 9 novembre 2014  |
| 36       | Buoni i dolcetti!                       | 10 novembre 2014 |
| 37       | A pattinare non ci vado                 | 11 novembre 2014 |
| 38       | E allora non gioco più                  | 12 novembre 2014 |
| 39       | Bisogna rispettare la natura            | 13 novembre 2014 |
| 40       | Voglio essere alto come una torre       | 14 novembre 2014 |
| 41       | Non fare il pigro, Tip                  | 15 novembre 2014 |
| 42       | Io riciclo e tu?                        | 16 novembre 2014 |
| 43       | Lo voglio lo voglio!                    | 17 novembre 2014 |
| 44       | Che noia il brutto tempo!               | 18 novembre 2014 |
| 45       | Un brutto sogno                         | 19 novembre 2014 |
| 46       | Tutti in campeggio!                     | 20 novembre 2014 |
| 47       | Essere gentili è bello!                 | 21 novembre 2014 |
| 48       | Il ciuffo è mio e non si tocca          | 22 novembre 2014 |
| 49       | Una promessa è una promessa!            | 23 novembre 2014 |
| 50       | Un regalo per la mamma                  | 24 novembre 2014 |
| 51       | Che noia mettere in ordine              | 25 novembre 2014 |
| 52       | Voglio diventare grande subito!         | 26 novembre 2014 |

### Stagione 2-(26 episodi)
| Episodio | Titolo                                    | Data           |
| -------- | ----------------------------------------- | -------------- |
| 1        | Voglio una cameretta tutta mia!           | 23 aprile 2018 |
| 2        | Goditi il momento!                        | 24 aprile 2018 |
| 3        | Tutto arriva a chi sa aspettare           | 25 aprile 2018 |
| 4        | Halloween                                 | 26 aprile 2018 |
| 5        | Voglio perdere il dentino!                | 27 aprile 2018 |
| 6        | Il malumore è contagioso                  | 28 aprile 2018 |
| 7        | Signor Inverno                            | 29 aprile 2018 |
| 8        | Come è difficile chiedere scusa           | 30 aprile 2018 |
| 9        | Non essere geloso Tip!                    | 1º maggio 2018 |
| 10       | Una giornata storta                       | 2 maggio 2018  |
| 11       | Senza Jody non mi diverto!                | 3 maggio 2018  |
| 12       | Siamo tutti artisti                       | 4 maggio 2018  |
| 13       | Il grande mistero                         | 5 maggio 2018  |
| 14       | Pigiama Party                             | 6 maggio 2018  |
| 15       | Mai dire "non ce la faccio"               | 7 maggio 2018  |
| 16       | Ma che fatica!                            | 8 maggio 2018  |
| 17       | Sbagliando s'impara                       | 9 maggio 2018  |
| 18       | Facciamo pace!                            | 10 maggio 2018 |
| 19       | Coraggio Tip!                             | 11 maggio 2018 |
| 20       | Il papà più forte del mondo!              | 12 maggio 2018 |
| 21       | Cambiare abitudini non è per forza brutto | 13 maggio 2018 |
| 22       | È stato lui!                              | 14 maggio 2018 |
| 23       | Essere diversi è bello                    | 15 maggio 2018 |
| 24       | Tutti hanno bisogno di aiuto              | 16 maggio 2018 |
| 25       | No!                                       | 17 maggio 2018 |
| 26       | Insieme è meglio!                         | 18 maggio 2018 |

### Stagione 3-(26 episodi)
| Episodio | Titolo                             | Data             |
| -------- | ---------------------------------- | ---------------- |
| 1        | Il mistero del bosco               | 2 dicembre 2019  |
| 2        | La mamma è magica                  | 3 dicembre 2019  |
| 3        | Il mondo allo specchio             | 4 dicembre 2019  |
| 4        | Un vero eroe                       | 5 dicembre 2019  |
| 5        | La sicurezza è importante          | 6 dicembre 2019  |
| 6        | La recita                          | 7 dicembre 2019  |
| 7        | Voglio stare per sempre in vacanza | 8 dicembre 2019  |
| 8        | Il mestiere del cucciolo           | 9 dicembre 2019  |
| 9        | Arriva la sorellina                | 10 dicembre 2019 |
| 10       | Il portafortuna                    | 11 dicembre 2019 |
| 11       | Il cestino della rabbia            | 12 dicembre 2019 |
| 12       | Sono diventato invisibile          | 13 dicembre 2019 |
| 13       | La cosa più speciale               | 14 dicembre 2019 |
| 14       | La quasi verità                    | 15 dicembre 2019 |
| 15       | Lo faccio dopo                     | 16 dicembre 2019 |
| 16       | Ascoltare i consigli               | 17 dicembre 2019 |
| 17       | Voglio sempre avere ragione        | 18 dicembre 2019 |
| 18       | Lo so fare anch'io                 | 19 dicembre 2019 |
| 19       | Il gioco è bello quando dura poco  | 20 dicembre 2019 |
| 20       | Il pisolino non lo faccio          | 21 dicembre 2019 |
| 21       | Ci pensiamo noi                    | 22 dicembre 2019 |
| 22       | È un segreto!                      | 23 dicembre 2019 |
| 23       | Niente baci, sono grande           | 24 dicembre 2019 |
| 24       | Non fare baccano                   | 25 dicembre 2019 |
| 25       | Io sono sveglio, svegliatevi tutti | 26 dicembre 2019 |
| 26       | È nuovo e non lo uso!              | 27 dicembre 2019 |

## Doppiaggio
| Personaggio    | Doppiatore                                         |
| -------------- | -------------------------------------------------- |
| Tip            | Barbara Pitotti                                    |
| Mamma          | Maura Cenciarelli                                  |
| Papà           | Mimmo Strati                                       |
| Jody           | Gaia Bolognesi                                     |
| Chiocciolina 1 | Sergio Lucchetti (st. 1) Paolo De Santis (st. 2-3) |
| Chiocciolina 2 | Vittorio Guerrieri (st. 1) Pietro Ubaldi (st. 2-3) |
| Ciuffi         | Alex Polidori                                      |

## Messa in onda
La serie animata andava in onda in Italia tutti i giorni su Rai Yoyo alle ore 8:45 e alle 15:40. Anche su Rai 2 dal 9 al 23 marzo 2020 alle ore 7:45 a partire dalla seconda stagione.

## Riconoscimenti
- Premio Moige 2017 per la categoria "Programmi TV per bambini e ragazzi"[8]